# Arai-juku
Cet article concerne l'ancienne station du Tōkaidō. Pour l'entreprise japonaise, voir Arai. Pour l'astronome japonais, voir Masaru Arai.
Arai-juku (新居宿, Arai-juku) était la trente et unième des cinquante-trois stations qui jalonnaient la route du Tōkaidō, l'axe majeur du Japon durant l'ère Edo.

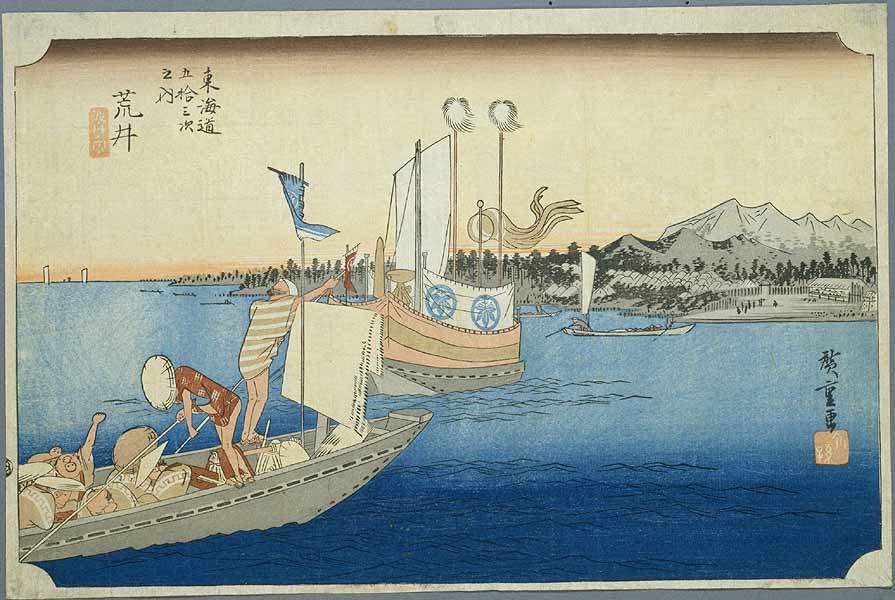
Arai-juku dans les années 1830, estampe de Hiroshige de la série les Cinquante-trois Stations du Tōkaidō.

Elle se situe dans l'actuelle ville de Kosai, dans le district de Hamana de la préfecture de Shizuoka au Japon. À l'époque d'Edo, elle se trouvait dans la province de Totomi.
Les caractères kanjis pour cette station étaient initialement écrits également sous les formes 荒江 et 荒井 (Arai).

## Histoire
Arai-juku était située sur le berge occidentale du lac Hamana (浜名湖, Hamana-ko) que traversaient les voyageurs pour atteindre Maisaka-juku, la précédente station du Tōkaidō. Bien qu'il existait de nombreux points de contrôle le long du Tōkaidō, celui d'Arai était le seul qui se tînt sur terre et sur la rivière.
Tant le point de contrôle que la station étaient souvent endommagés par des séismes ou des tsunamis, ce qui entraînait leur déplacement en plusieurs endroits. L'emplacement actuel fut décidé après le tremblement de terre de Hōei en 1707. Le bâtiment du point de contrôle fut utilisé comme école après la suppression des points de contrôle au début de l'ère Meiji. C'est à présent un musée consacré à l'histoire et à la culture des anciennes shukuba.
La Kii-no-kuni-ya (紀伊の国屋), hatago préservée (旅籠) toujours existante, servait de lieu de repos pour les voyageurs officiels en provenance de la province de Kii plus au sud. C'est de nos jours un musée d’histoire locale.
L'estampe classique ukiyoe d'Ando Hiroshige (édition Hoeido) de 1831-1834 montre un cortège de daimyos lors d'un sankin kotai, effectuant la traversée entre Maisaka-juku et Arai-juku. Le daimyo est dans un grand vaisseau avec ses armoiries familiales tandis que ses serviteurs suivent avec les bagages dans un petit bateau.

## Stations voisines
Tōkaidō
Maisaka-juku – Arai-juku – Shirasuka-juku
La barrière Arai se trouvait entre cette station et la précédente, Maisaka-juku.